# Éder (portugalski piłkarz)
Éder, właśc. Éderzito António Macedo Lopes (ur. 22 grudnia 1987 w Bissau) – portugalski piłkarz gwinejskiego pochodzenia, który występował na pozycji napastnika. Wielokrotny reprezentant Portugalii. Zwycięzca Mistrzostw Europy 2016 roku. 

## Kariera
Éder karierę rozpoczynał w 2007 roku w portugalskim trzecioligowym zespole GD Tourizense. W 2008 roku przeszedł do Académiki Coimbra z Primeira Liga. W lidze tej zadebiutował 24 sierpnia 2008 roku w przegranym 0:1 pojedynku z Estrelą Amadora. 16 maja 2009 roku w wygranym 3:1 spotkaniu z Naval 1º de Maio strzelił pierwszego gola w Primeira Liga. W 2012 roku zdobył z klubem Puchar Portugalii.
W tym samym roku Éder podpisał kontrakt z zespołem SC Braga, także grającym w Primeira Liga. Zadebiutował tam 2 września 2012 roku w przegranym 0:2 spotkaniu z FC Paços de Ferreira. 1 lipca 2015 roku przeszedł do angielskiego Swansea City. 
Strzelił dla reprezentacji Portugalii zwycięską bramkę w finale mistrzostw Europy 2016. 
W styczniu 2016 roku trafił na wypożyczenie do francuskiego Lille OSC, a już w lipcu tego samego roku został wykupiony za kwotę 4,50 mln euro.
W 2018 roku po wypożyczeniu, na stałe przeszedł do rosyjskiego klubu Lokomotiv Moskwa, za kwotę 500 tysięcy euro. 1 lipca 2021 roku rozwiązał kontrakt z klubem.
22 września 2021 roku podpisał kontrakt z arabskim klubem Al-Raed.
25 lipca 2022 roku zakończył piłkarską karierę.

## Sukcesy

### Portugalia
- Mistrz Europy: 2016
- Uczestnik Mistrzostw Świata: 2014

### Académica Coimbra
- Puchar Portugalii: 2012

### SC Braga
- Puchar Ligi Portugalskiej: 2012/2013
- Uczestnik Ligi Mistrzów: 2012/2013

### Lokomotiw Moskwa
- Mistrz Rosji: 2017/2018
- Puchar Rosji: 2018/2019, 2020/2021
- Superpuchar Rosji: 2019/20
- Uczestnik Ligi Mistrzów: 2018/19, 2019/20, 2020/21[13]